# My Cousin Rachel (2017)
My Cousin Rachel (Brasil: Minha Prima Raquel ) é um filme de drama romântico de 2017, escrito e dirigido por Roger Michell, baseado no romance de 1951 My Cousin Rachel de Daphne du Maurier. É estrelado por Rachel Weisz, Sam Claflin, Iain Glen, Holliday Grainger e Pierfrancesco Favino. Foi filmado na Itália e na Inglaterra na primavera de 2016 e é sobre um jovem da Cornualha que conhece a esposa de seu primo mais velho, suspeitando que ela tenha o matado e assim pretendendo se vingar, mas acaba se apaixonando por ela.
O filme foi lançado nos Estados Unidos e no Reino Unido em 9 de junho de 2017 pela Fox Searchlight Pictures. Weisz recebeu críticas positivas por seu desempenho como a personagem-título.

## Sinopse
Na década de 1830, o jovem Philip é órfão e adotado por seu primo mais velho, Ambrose, que o cria como filho em sua grande propriedade na Cornualha. Apesar das crenças sociais da necessidade da maternidade, Philip cresce com uma quase total ausência de mulheres na casa, antes de Ambrose deixar a propriedade para que o clima mais ensolarado de Florença busque melhor saúde. Agora jovem, Philip fica sob os cuidados de seu padrinho Nick Kendall e descobre, por correspondência, que Ambrose se casou com sua prima viúva e distante Rachel, em Florença. Mais tarde, Ambrose começa a enviar cartas indicando desconfiança dos cuidados médicos que está recebendo em Florença. Preocupado, Philip viaja para a Itália, apenas para ser informado de que Ambrose morreu e Rachel foi embora. Embora a vontade de Ambrose era deixar toda a propriedade inteira para Philip, enquanto aguarda seu próximo aniversário de 25 anos, Philip está convencido de que Rachel é culpada de assassinato e planeja uma vingança.
Philip retorna à Cornualha e depois descobre que Rachel o seguiu. Ela chega na propriedade, e, enquanto ele promete confrontá-la, ele encontra-la em seu boudoir e é apaixonado pela beleza da mulher mais velha enquanto eles compartilham chá. Eles se acompanham em excursões de cavalgada e, não mais suspeitando que ela tenha cometido um crime, ele joga uma carta acusatória na fogueira. Os dois primos entram em conflito com as intenções de Rachel de voltar a Florença e viver de forma independente, mas Rachel indica que ela não está brava com ele, e eles se beijam. Rachel também revela que Ambrose se apaixonou por ela depois que teve um aborto espontâneo.
Rachel fica para as celebrações de Natal. Nick descobre que ela superou drasticamente suas contas e avisa Philip que Rachel era notória em Florença por sua extravagância e luxúria. Apesar disso, Philip pretende entregar grande parte da riqueza da propriedade para Rachel, assim que ele puder dispor legalmente após seu aniversário de 25 anos, pois ela ficou com muito pouco da propriedade de Ambrose. O aniversário dele chega e, quando Rachel percebe o que ele fez por ela, ela fica muito agradecida. Enquanto na natureza, os dois fazem sexo. Em um jantar com amigos, Philip declara que ele e Rachel estão noivos (pois, de acordo com o período, eles só fariam sexo se estivessem noivos), mas Rachel nega fervorosamente isso. Em particular, ela diz que fez sexo com ele apenas como forma de agradecimento e não retribui seus sentimentos.
Algum tempo depois, Philip fica doente. Quando ele se recupera, ele suspeita de Rachel novamente e começa a recusar seu "chá de ervas especial", que ela também fez para Ambrose. Um dia, ele sugere que ela siga pelo mesmo caminho marítimo em que ele costumava andar e de onde você pode ver focas se bronzeando lá embaixo, nas rochas; uma vez, Phillip quase morreu em um acidente de cavalo nesse caminho. Ela está animada com a oportunidade de ver as focas e sai a cavalo, Phillip ficaa observando ela partir.
Ele e a filha de Nick, Louise, começam a procurar nos pertences de Rachel evidências incriminatórias, apenas para descobrir que Rainaldi era gay e não estava tendo um caso com Rachel como todos acreditavam. Philip começa a repensar se ele julgou mal Rachel, e percebe que ele a dirigiu para o caminho em que sofreu o acidente. Ele sai em busca dela, mas descobre que ela realmente sofreu um acidente fatal enquanto andava, no mesmo caminho que ele a dirigiu.
Anos depois, Philip, agora casado com Louise e pai de dois filhos, é atormentado pela memória de Rachel e pelo fato de ele nunca saber se ela era inocente de suas suspeitas. Ele sofre de enxaquecas horríveis e é sensível a estímulos fortes e claros. Todos os seus sintomas podem ser rastreados desde a morte de Rachel.

## Elenco
- Rachel Weisz como Rachel Ashley
- Sam Claflin como Philip
  - Louis Suc como Philip, de 12 anos
  - Austin Taylor como Philip, de 9 anos
- Iain Glen como Nick Kendall
- Holliday Grainger como Louise Kendall
- Tim Barlow como Seecombe
- Deano Mitchison como Ambrose
- Andrew Knott como Joshua
- Poppy Lee Friar como Mary Pascoe
- Katherine Pearce como Belinda Pascoe
- Tristram Davies como Wellington
- Andrew Havill como Parson Pascoe
- Vicki Pepperdine como Mrs. Pascoe
- Bobby Scott Freeman como John
- Harrie Hayes como Tess
- Pierfrancesco Favino como Enrico Rainaldi
- Simon Russell Beale como Couch

## Produção

### Desenvolvimento
O filme é uma das várias adaptações recentes do trabalho de Daphne du Maurier.  Em janeiro de 2015, a Fox Searchlight garantiu a Roger Michell que dirigisse o filme e escrevesse o roteiro. É a primeira adaptação cinematográfica de My Cousin Rachel desde o filme de 1952 com o mesmo nome.
Enquanto escrevia o roteiro, Michell estimou que du Maurier pretendia que a história fosse ambientada na década de 1830, com base na ausência de ferrovias e na presença de canais, e considerou que ele havia explorado o período com Persuasão (1995), baseado em Jane Austen. Uma diferença seria que a história de du Maurier envolvia mais sexo do que a de Austen.

### Elenco
Em setembro de 2015, foi anunciado que Rachel Weisz estava em negociações para estrelar o filme. Ela assumiu o papel e imaginou a personagem como "sexualmente liberada". Nesse mesmo mês, Sam Claflin se juntou ao elenco,  afirmando que estava interessado porque Philip era um personagem comum e imaturo, que era virginal até descobrir Rachel. 
Em fevereiro de 2016, Holliday Grainger se juntou ao elenco, seguido por Iain Glen em março. Glen disse que, quando recebeu o roteiro, pôde ver que Michell havia estruturado o mistério para que Kendall acreditasse em uma coisa até que outra evidência surgisse, e desenvolvesse seu desempenho de acordo.

### Filmagens
A filmagem principal começou em 4 de abril de 2016 e durou até a primavera na Inglaterra e na Itália. Com a desenhista de produção Alice Normington, Michell selecionou locações em South Devon, Oxfordshire e Surrey, combinando cenas para criar um cenário idealista. Em Surrey, a fotografia ocorreu em West Horsley Place, um edifício do século XVI pertencente a Bamber Gascoigne. Michell disse que selecionou a casa para "o espírito do lugar", que ele descreveu como "tão vivo e cru". Flete Estate, Devon foi usado para praia e montando cenas e gravações de falésias.
Weisz foi fantasiada por Dinah Collin, que buscava uma moda estrangeira na Cornualha, e consultou retratos para criar uma aparência elegante e autêntica. As pérolas usadas na história também foram feitas para o filme, com base em uma pintura de 1835. A equipe decidiu apenas dois vestidos principais para o personagem Rachel, já que ela não estava em casa na Cornualha.
Por outro lado, Weisz teve que aprender a montar na sela do cavalo, uma façanha mais desafiadora, dada a sua fantasia. O cavalo, anteriormente usado na produção televisiva de Game of Thrones, caiu no chão quando sentiu Weisz puxar suas rédeas, como havia sido treinado para fazer na televisão, fazendo Weisz temer por sua segurança: "O cavalo que montei, tive que aprender a cavalgar sentada de lado, o que foi novidade, o que é desafiador de espartilho e com um vestido longo, ele havia sido treinado no (seriado) Game of Thrones para morrer quando você puxasse a rédea para a esquerda com força, o que eu não sabia. Então eu o fiz trotar para fora do enquadramento e parei e puxei a rédea esquerda, e ele muito graciosamente curvou as patas dianteiras e traseiras e caiu para o lado esquerdo, que era o lado em que eu estava... foi um momento aterrorizante porque eu não sabia se ia ser esmagada, mas fiquei bem".

## Lançamento
Em maio de 2016, duas imagens do filme foram lançadas, com Claflin e Weisz. Um trailer foi lançado em janeiro de 2017, utilizando uma versão cover da música "Wicked Game", de Chris Isaak. O filme estava programado para lançamento limitado em 5 de maio de 2017. No entanto, a data foi adiada para 14 de julho  e posteriormente movida para 9 de junho de 2017.
Nos EUA, nessa data, foi lançado em 500 lugares. O local de filmagem West Horsley Place também sediou uma exibição do filme em junho, para apoiar os esforços para transformar o prédio em um centro de artes. Na Região 1, a 20th Century Fox lançou o filme em DVD e Blu-ray em agosto, com curtas de comentários e documentários.

## Recepção

### Bilheteria
My Cousin Rachel arrecadou US$2,7 milhões na América do Norte e US$6,4 milhões em outros territórios, totalizando US$9,2 milhões em todo o mundo.
Em seu primeiro fim de semana, My Cousin Rachel faturou £638,000 em 467 cinemas do Reino Unido, apresentando-se fortemente em estabelecimentos independentes. Em 3 de julho, My Cousin Rachel faturou £2,27 milhões no Reino Unido. Nos EUA, faturou US$954,000 em 523 cinemas em seu primeiro fim de semana.

### Resposta crítica

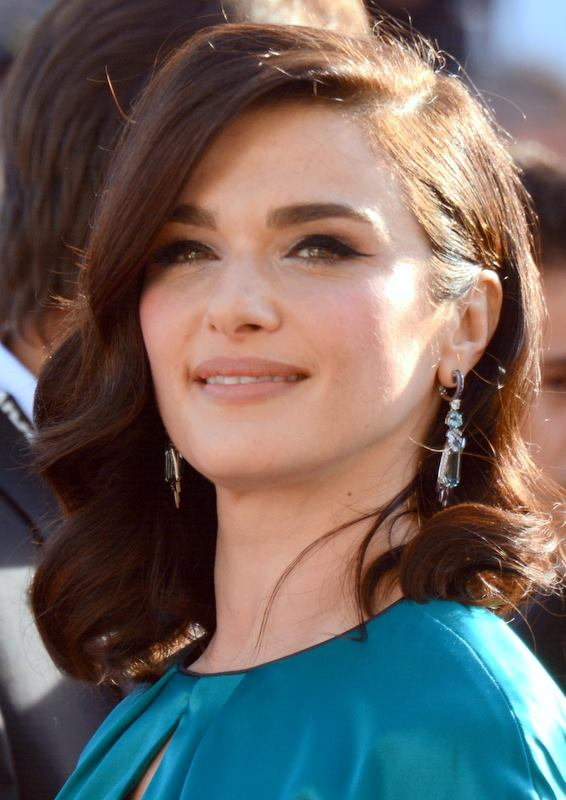
Os críticos citaram Rachel Weisz por seu desempenho.

No agregador de críticas Rotten Tomatoes, o filme tem uma classificação de aprovação de 76% com base em 123 críticas, com uma classificação média de 6.6/10. O consenso crítico do site diz: "A excelente cinematografia e o desempenho fascinante de Rachel Weisz mantêm My Cousin Rachel sedutora, apesar de um mistério central que é facilmente descoberto". Em Metacritic, o filme tem uma pontuação média de 63 em 100, com base em 34 críticos, indicando "críticas geralmente favoráveis".
Mark Kermode premiou o filme com quatro estrelas em The Guardian, creditando Weisz por desafiar a estrela do filme de 1952, Olivia de Havilland, como a definitiva Rachel, e Michell por sua direção de época. No The Hollywood Reporter, Sheri Linden o elogiou como "Bonito e ricamente atmosférico". Kenneth Turan destacou a performance de Weisz e o mistério romântico da adaptação no The Los Angeles Times. Ignatiy Vishnevetsky do The A.V.. Club disse que Michell vem "fazendo um retorno bem-vindo a filmes interessantes" com este "filme britânico mordaz e apropriadamente mórbido com uma excelente atriz Rachel Weisz". Na Variety, Peter Debruge escreveu que a performance de Weisz é "puro prazer de assistir". Kristen Page-Kirby, do Washington Post, observou as emoções do filme e a experiência comum dos sentimentos de direito sexual de Philip.  Para o New York Times, Manohla Dargis escreveu que o cenário, a cinematografia e a direção eram consistentemente bonitos, mas o filme não realizou todo o seu potencial.

### Premiações
Em junho de 2017, a Fox Searchlight Pictures e a Create Advertising London compartilharam um Golden Trailer Award de Melhor Romance Estrangeiro por seu trailer de My Cousin Rachel. No British Independent Film Awards 2017, Dinah Collin também foi nomeada para Melhor Figurino.
| Prêmio                               | Data da cerimônia      | Categoria                                            | Destinatário(s)                                     | Resultado | Ref(s) |
| ------------------------------------ | ---------------------- | ---------------------------------------------------- | --------------------------------------------------- | --------- | ------ |
| British Independent Film Awards      | 1 de novembro de 2017  | Melhor Figurino                                      | Dinah Collin                                        | Indicado  | [ 45 ] |
| Casting Society of America           | 2018                   | Longa-metragem de Baixo Orçamento - Comédia ou Drama | Fiona Weir                                          | Indicado  | [ 46 ] |
| Evening Standard British Film Awards | 8 de fevereiro de 2018 | Melhor Atriz                                         | Rachel Weisz                                        | Indicado  | [ 47 ] |
| Golden Trailer Award                 | 2017                   | Melhor Romance Estrangeiro                           | Fox Searchlight Pictures, Create Advertising London | Venceu    | [ 44 ] |
| World Soundtrack Awards              | 2017                   | Descoberta do ano                                    | Rael Jones                                          | Indicado  | [ 48 ] |